# Luften darrar
Luften darrar är Christer Sandelins debutalbum som soloartist, utgivet i september 1989. Albumet utgavs på LP, CD och kassettband.

## Låtlista
1. Det hon vill ha – 4:44
2. Luften darrar – 3:54
3. Bara början – 4:01
4. Ensam – 4:10
5. Farväl – 4:15
6. Älska mej – 4:32
7. Ge! – 4:20
8. Vi är – 4:04
9. Letar efter lyckan – 4:22
10. Spelar ingen roll – 4:04
11. Utan nåd – 4:17
12. Luften darrar (maxiversion) – 6:05

## Listplaceringar
| Lista (1989– 1990) | Position                    |
| ------------------ | --------------------------- |
| Norge              | Norge (VG-lista)            |
| Sverige            | Sverige (Sverigetopplistan) |